# کاوارنو
کاوارنو (به ایتالیایی: Cavareno) یک کومونه در ایتالیا است که در ترنتینو واقع شده‌است.

## خصوصیات
کاوارنو ۹٫۷ کیلومترمربع مساحت و ۹۴۰ نفر جمعیت دارد و ۹۷۳ متر بالاتر از سطح دریا واقع شده‌است.